# Byczyna (gromada w powiecie chrzanowskim)
Byczyna – dawna gromada, czyli najmniejsza jednostka podziału terytorialnego Polskiej Rzeczypospolitej Ludowej w latach 1954–1972.
Gromady, z gromadzkimi radami narodowymi (GRN) jako organami władzy najniższego stopnia na wsi, funkcjonowały od reformy reorganizującej administrację wiejską przeprowadzonej jesienią 1954 do momentu ich zniesienia z dniem 1 stycznia 1973, tym samym wypierając organizację gminną w latach 1954–1972.
Gromadę Byczyna z siedzibą GRN w Byczynie utworzono – jako jedną z 8759 gromad na obszarze Polski – w powiecie chrzanowskim w woj. krakowskim, na mocy uchwały nr 20/IV/54 WRN w Krakowie z dnia 6 października 1954. W skład jednostki wszedł obszar dotychczasowej gromady Byczyna ze zniesionej gminy Jaworzno, przysiółek Cezarówka Dolna z dotychczasowej gromady Balin ze zniesionej gminy Trzebinia oraz część miejscowości Jeziorki wyłączona z miasta Jaworzno; wszystkie części składowe w tymże powiecie. Dla gromady ustalono 27 członków gromadzkiej rady narodowej.
1 sierpnia 1955 z gromady Byczyna wyłączono część miejscowości Jeziorki (tzw. Jeziorki Jaworznickie) włączając ją w granice miasta Jaworzno w tymże powiecie.
31 grudnia 1965 do gromady Byczyna przyłączono część wsi Balin o nazwie Cezarówka Górna z gromady Balin.
Według stanu z 1 stycznia 1971 gromada Byczyna składała się z 4 sołectw: Byczyna (3643 mieszkańców), Cezarówka Dolna (277), Cezarówka Górna (235) i Jeziorki Byczyńskie (595) – łącznie 4750 mieszkańców.
Gromada przetrwała do końca 1972 roku, czyli do kolejnej reformy gminnej. 1 stycznia 1973 utworzono gminę Byczyna.